# SN 1963F
SN 1963F – supernowa odkryta 25 marca 1963 roku w galaktyce MCG +05-36-18. W momencie odkrycia miała maksymalną jasność 17,60m.